# 2599 Veselí
2599 Veselí è un asteroide della fascia principale. Scoperto nel 1980, presenta un'orbita caratterizzata da un semiasse maggiore pari a 2,5336552 UA e da un'eccentricità di 0,1654994, inclinata di 15,34671° rispetto all'eclittica.
L'asteroide è dedicato alla città della Repubblica Ceca Veselí nad Lužnicí.